# آنا آنکا
آنا آنکا (انگلیسی: Anna Anka؛ زادهٔ ۲۸ آوریل ۱۹۷۱) هنرپیشه، پدیدآور، مدل اهل سوئد است.